# 1960年の日本シリーズ
1960年の日本シリーズ（1960ねんのにっぽんシリーズ、1960ねんのにほんシリーズ）は、1960年10月11日から10月15日まで行われたセ・リーグ初優勝を決めた大洋ホエールズとパ・リーグで前身の毎日以来10年ぶりに優勝を果たした毎日大映オリオンズによる第11回プロ野球日本選手権シリーズである。

## 概要
第11回目にして日本シリーズ史上初めて関東地方同士の組み合わせとなり、川崎球場と後楽園球場で開かれた。
1958年からセパ両リーグの球団数が2024年現在のように6球団ずつ12となり、58年、59年の日本一球団は西鉄ライオンズ、南海ホークスとどちらもパリーグだったため、大洋が「12球団に変更後、初代・セリーグ日本一球団」となった。
大洋の捕手土井淳は「下馬評は圧倒的に大毎が有利。その分、気は楽だった。でもやってみなけりゃ分からんよ、という思いはあった」、「榎本喜八、田宮謙次郎、山内和弘。そうそうたるメンバーだけど野球は荒いと思った。大型だけにきめの細かさはないなと。付け入る隙はあるかなと思った」と回顧している。
最優秀選手は近藤昭仁が選出された。第3戦で本塁打、第4戦で決勝打を打った活躍が評価された。
このシリーズは、次のことなどがポイントとして挙げられている。
1. 戦前の予想では強打線の大毎有利とみる意見が多かったが、大洋は「ミサイル打線」を4試合総計7点に抑えこみ4連勝した[3]。
2. その4試合すべてが1点差であったこと[3]。
3. 大洋は、エースの秋山登を4試合とも救援（リリーフ）登板させたこと[3]。
4. 第2戦の大毎のスクイズ策を大毎の永田雅一オーナーが西本監督との電話で非難して、結局、西本監督退任につながったとされること[4]。

川崎球場で日本シリーズが行われたのは、この年の第1戦、第2戦だけである。

## 試合結果
| 日付                           | 試合   | ビジター球団（先攻） | スコア | ホーム球団（後攻） | 開催球場   |
| ------------------------------ | ------ | -------------------- | ------ | ------------------ | ---------- |
| 10月11日（火）                 | 第1戦  | 毎日大映オリオンズ   | 0 - 1  | 大洋ホエールズ     | 川崎球場   |
| 10月12日（水）                 | 第2戦  | 毎日大映オリオンズ   | 2 - 3  | 大洋ホエールズ     | 川崎球場   |
| 10月13日（木）                 | 移動日 | 移動日               | 移動日 | 移動日             | 移動日     |
| 10月14日（金）                 | 第3戦  | 大洋ホエールズ       | 6 - 5  | 毎日大映オリオンズ | 後楽園球場 |
| 10月15日（土）                 | 第4戦  | 大洋ホエールズ       | 1 - 0  | 毎日大映オリオンズ | 後楽園球場 |
| 優勝：大洋ホエールズ（初優勝） |        |                      |        |                    |            |

### 第1戦
|                    | 1 | 2 | 3 | 4 | 5 | 6 | 7 | 8 | 9 | R | H | E |
| ------------------ | - | - | - | - | - | - | - | - | - | - | - | - |
| 毎日大映オリオンズ | 0 | 0 | 0 | 0 | 0 | 0 | 0 | 0 | 0 | 0 | 5 | 0 |
| 大洋ホエールズ     | 0 | 0 | 0 | 0 | 0 | 0 | 1 | 0 | X | 1 | 5 | 0 |

1. 毎：中西（8回）
2. 洋：鈴木隆（0回1/3）、秋山（8回2/3）
3. 勝利：秋山（1勝）
4. 敗戦：中西（1敗）
5. 本塁打
洋：金光1号ソロ（7回・中西）
6. 審判
［球審］島
［塁審］上田（一）、富澤（二）、二出川（三）
［外審］佐藤（左）、川瀬（右）
7. 試合時間：2時間12分

川崎球場初の日本シリーズとなった第1戦は大洋・鈴木隆、大毎・中西勝己の先発で試合開始。しかし鈴木は初回から四球とヒットで無死一・二塁のピンチを招き、3番の榎本喜八を打ち取ったところで、大洋はエース・秋山登に交代。ここで二塁走者の柳田利夫が秋山の牽制により飛び出してしまい挟殺。大毎はこのような走塁ミスなどでチャンスをつぶし続けたことが、4連敗に向けた最初のつまづきとされる。
大洋は、7回、先頭打者・金光秀憲の右翼スタンドへのソロ本塁打で均衡を破り、秋山がこの1点を守りきり、大洋が先勝した。
概要のとおり、秋山は4試合ともリリーフで登板したが、三原は、後年の自著で、秋山を先発・リリーフの「オールマイティ」と考えていたが、「切り取られた状況のはりつめた雰囲気」に対応するのは難しいので、秋山をそうした場面に投入したと書いている。
- 始球式・投手池田勇人首相、捕手金刺不二太郎川崎市長。

公式記録関係（日本野球機構ページ）

### 第2戦
|                    | 1 | 2 | 3 | 4 | 5 | 6 | 7 | 8 | 9 | R | H | E |
| ------------------ | - | - | - | - | - | - | - | - | - | - | - | - |
| 毎日大映オリオンズ | 0 | 0 | 0 | 0 | 0 | 2 | 0 | 0 | 0 | 2 | 5 | 0 |
| 大洋ホエールズ     | 0 | 0 | 0 | 0 | 0 | 2 | 1 | 0 | X | 3 | 9 | 1 |

1. 毎：若生（1回1/3）、小野（5回1/3）、荒巻（1回1/3）
2. 洋：島田源（7回0/3）、権藤（0回1/3）、秋山（1回2/3）
3. 勝利：島田源（1勝）
4. 敗戦：小野（1敗）
5. 本塁打
毎：榎本1号2ラン（6回・島田源）
6. 審判
［球審］田川
［塁審］筒井（一）、川瀬（二）、佐藤（三）
［外審］上田（左）、富澤（右）
7. 試合時間：2時間29分

大洋・島田源太郎、大毎・若生智男の先発投手で両チーム無得点で迎えた、6回・大毎は一死から右前安打で田宮謙次郎が出塁し、続く榎本の右翼への2ラン本塁打で先制。シリーズ15イニング目にして大毎の初の得点となる。
大洋は、6回裏に一死一・二塁から桑田武の適時打と金光の一塁ゴロで走者を生還させて2対2の同点とし、7回に鈴木武の適時打で勝ち越した。
大毎は8回、坂本文次郎が三塁線へのセーフティバントで出塁。田宮、榎本と左の強打者が続くところで三原監督は左腕の権藤正利を送ったが、権藤が田宮に四球を与えて無死一・二塁となったところで西本監督は3番榎本にバントを命じ、成功して一死二・三塁。4番の山内一弘を敬遠して一死満塁となったところで大洋は第1戦に続いてエース秋山が登板。大毎は、5番の谷本稔がスクイズプレイを敢行したが、打球の転がりが小さすぎたため捕手の土井淳がすぐにつかみ取り（土井によると本塁-捕手側に戻ってくるような転がり方をしたという）、満塁で本塁突入するしかなかった三塁走者の坂本にタッチの後、一塁に送球して谷本もアウト（満塁のため一塁送球の前に本塁を踏んで三塁走者を封殺すればよいのだが、土井もあわてたものとみられる。なお、土井はスクイズを予想してシンカーを秋山に求めたという記述もあるが、この試合の秋山はいずれにしてもシンカーを多投して打者を内野ゴロに仕留めており、打者の谷本に言わせればホップする球でそれゆえ打球にバックスピンがかかったという）、併殺となった。
秋山は9回も三者凡退に退け、大洋が第1戦に続く1点差で連勝した。
スクイズ失敗のあった8回の攻撃では前打席で本塁打を打っている3番の榎本にもバントをさせており、大毎は強力打線でペナントを勝ち抜いた、と言われていたことからすれば消極策と映るものであった。永田雅一オーナーは電話でこれを難詰し、西本が反論したことでシリーズ終了後の「優勝監督解任」という事態を招いた。
公式記録関係（日本野球機構ページ）

### 第3戦
|                    | 1 | 2 | 3 | 4 | 5 | 6 | 7 | 8 | 9 | R | H  | E |
| ------------------ | - | - | - | - | - | - | - | - | - | - | -- | - |
| 大洋ホエールズ     | 2 | 1 | 0 | 0 | 2 | 0 | 0 | 0 | 1 | 6 | 10 | 0 |
| 毎日大映オリオンズ | 0 | 0 | 0 | 0 | 2 | 1 | 0 | 2 | 0 | 5 | 7  | 2 |

1. 洋：鈴木隆（5回）、秋山（1回2/3）、権藤（1回1/3）、大石（1回）
2. 毎：三平（1回1/3）、若生（3回1/3）、荒巻（1回1/3）、飯尾（1回）、中川（1回）、中西（1回）
3. 勝利：権藤（1勝）
4. 敗戦：中西（2敗）
5. 本塁打
洋：近藤昭1号ソロ（9回・中西）
毎：柳田1号2ラン（5回・鈴木隆）
6. 審判
［球審］筒井
［塁審］二出川（一）、佐藤（二）、川瀬（三）
［外審］島（左）、田川（右）
7. 試合時間：2時間38分

後楽園球場に舞台を移した第3戦は、大洋が、1回に遊撃手のタイムリー失策と金光の適時打で2点を先制し、2回にも投手の鈴木隆りタイムリー二塁打で追加点。5回にも再び金光の適時打などで2点を追加し、5点をリードした。しかし大毎は5回柳田の2ラン本塁打、6回にも3連投の秋山を攻めて3安打で1点を返した。8回には2四球の後を受けて葛城隆雄の2点タイムリー二塁打で同点とするも、9回、大毎6人目の中西から近藤昭仁が決勝本塁打。大洋が3連勝で日本一に王手をかけた。
- 始球式・東龍太郎東京都知事

公式記録関係（日本野球機構ページ）

### 第4戦
|                    | 1 | 2 | 3 | 4 | 5 | 6 | 7 | 8 | 9 | R | H | E |
| ------------------ | - | - | - | - | - | - | - | - | - | - | - | - |
| 大洋ホエールズ     | 0 | 0 | 0 | 0 | 1 | 0 | 0 | 0 | 0 | 1 | 7 | 0 |
| 毎日大映オリオンズ | 0 | 0 | 0 | 0 | 0 | 0 | 0 | 0 | 0 | 0 | 9 | 0 |

1. 洋：島田源（4回2/3）、秋山（4回1/3）
2. 毎：小野（5回）、三平（1回）、中西（3回）
3. 勝利：秋山（2勝）
4. 敗戦：小野（2敗）
5. 審判
［球審］上田
［塁審］富澤（一）、二出川（二）、島（三）
［外審］筒井（左）、田川（右）
6. 試合時間：2時間44分

両チームとも4回まではチャンスを作りながら得点に結びつかず、大洋・島田源と大毎・小野との間の白熱した投手戦。試合が動いたのは5回。二死二塁から近藤昭の適時打で1点を先制。大洋は5回途中から秋山が登板。4連投ながら好投。大毎は7回に一死二・三塁のチャンスを作るも坂本がスクイズを失敗（捕邪飛）し、榎本も倒れた。
結局大洋は継投による完封で、前年（1959年）の南海ホークスに次いで2年連続して4連勝ストレートの完全優勝を達成した。全試合とも1点差というケースもこのシリーズが初めてだった。
第三戦で復調したかに見えたミサイル打線はこの日も沈黙、シリーズ二度目の完封負けを喫した。
大毎はペナントレース終盤から打線が湿りがちで、これを肌で感じていた西本は短期決戦の好機ではより確率性の高いスクイズに頼った。三日前に球団社長からバント策を罵倒されたばかりの西本は、後がないこの試合の最重要場面で再びスクイズを試みている。若い頃から「頑固」で知られた西本の面目躍如の采配だが、第二戦に続きこの試合でも不成功に終わっている。なお二死二・三塁の好機で三番榎本が凡退しているあたり、西本の判断は正しかったことを示唆しているが、再度に渡りスクイズ策をとり、それが失敗したことでオーナーの不信不興を買った。解雇通告は口頭でも書面でもされなかったが、西本が友人らの勧めにかかわらず永田に報告と詫びを入れるのを拒んだため、監督の座を手放す結果となったのが実情であった。永田は調子に波のある打線中心のチームに失望し「ミサイル打線」を順次解体、投手力主体のチーム作りを目指したが成功しなかった。
公式記録関係（日本野球機構ページ）

## 表彰選手
- 最優秀選手賞：近藤昭仁（大洋）
- 敢闘賞：田宮謙次郎（大毎）
- 技能賞：鈴木武（大洋）
- 首位打者賞：金光秀憲（大洋）
- 優秀選手賞：近藤和彦（大洋）
- 最優秀投手賞：秋山登（大洋）

## テレビ・ラジオ中継

### テレビ中継
- 第1戦:10月11日
  - KRテレビ（現TBS） 実況：渡辺謙太郎 解説：西沢道夫
- 第2戦:10月12日
  - NHK総合[注釈 4] 解説：小西得郎、加藤進
  - KRテレビ 実況：渡辺謙太郎 解説：西沢道夫
- 第3戦:10月14日
  - 日本テレビ[注釈 5] 実況：越智正典 解説：大島信雄 ゲスト解説：南村侑広
- 第4戦:10月15日
  - NHK総合
  - KRテレビ 解説：大島信雄
- 近畿地区では、毎日新聞社との関係上、毎日放送が、第1・2・4戦は朝日放送、第3戦は読売テレビと同内容並列放送で全試合を放送した。

### ラジオ中継
- 第1戦:10月11日
  - NHKラジオ第2 実況：志村正順　解説：小西得郎
  - ラジオ東京（現・TBSラジオ） 解説：大和球士
  - ラジオ関東（現・ラジオ日本） 解説：若林忠志
- 第2戦:10月12日
  - ラジオ関東
- 第3戦:10月14日
  - NHKラジオ第2 実況：岡田実 解説：石本秀一
  - ラジオ東京 実況：渡辺謙太郎 解説：西沢道夫
  - ラジオ関東 解説：児玉利一
- 第4戦:10月15日
  - NHKラジオ第2 実況：鈴木文彌 解説：大下弘
  - ラジオ東京 解説：大和球士
  - ラジオ関東 解説：山根俊英